# Eferding
Eferding es la localidad-capital del distrito de Eferding, en el estado de Alta Austria, Austria, con una población estimada a principio del año 2018 de 4100 habitantes. 
Se encuentra ubicada en la zona centro-norte del estado, a poca distancia de Linz —la capital del estado— y del río Danubio.

## Historia
La historia de Eferding se remonta a la época romana, en aquel entonces Eferding era un cruce de carreteras en las Limas Danubianas, que probablemente estaba asegurado por un fuerte de caballería. El Danubio fue ampliamente ramificado en la cuenca de Eferdinger y llegó hasta la ciudad.
Cuando los bávaros emigraron al país en el siglo VI, se dice que un noble bávaro llamado Efrito le dio su nombre a la ciudad. Sin embargo, parece más probable que se derive del bajo alemán Evers (río, barco, etc.), lo que significaría un lugar donde desembarcan los barcos.
La mención Eferdings en el Nibelungenlied del obispo peregrino de Passau (971-991) apunta a una importancia primordial del lugar y una iglesia. En 1145 hay la primera mención escrita de un Rantvicus plebanus de Efridinge, 1202 de un Leutoldus plebanus de Efridinge.
Eferding recibió los derechos de la ciudad en 1222 y es una de las ciudades más antiguas de Austria.
En 1367, el Schaunberger adquirió Kauf City y Schloss. En 1559, después de la extinción de Schaunberger, por herencia, los Starhemberger los nuevos señores territoriales. El castillo, donde, como lo cuenta el Nibelungenlied, Krimilda pasó la noche en su viaje nupcial a Hunnenland, todavía es propiedad de la familia Starhemberg.